# Classe Type 21
Le fregate classe Type 21 o classe Amazon, dal nome della capoclasse, sono state una classe di fregata missilistica costruite per la Royal Navy britannica in 8 esemplari agli inizi degli anni settanta  (l'entrata in servizio della capoclasse ebbe luogo nel 1974). La classe venne impiegata con un ruolo importante durante la Guerra delle Falklands, nel corso della quale due navi sono state affondate; le sei restanti vennero vendute al Pakistan dopo essere state radiate dalla flotta britannica.

## Progettazione

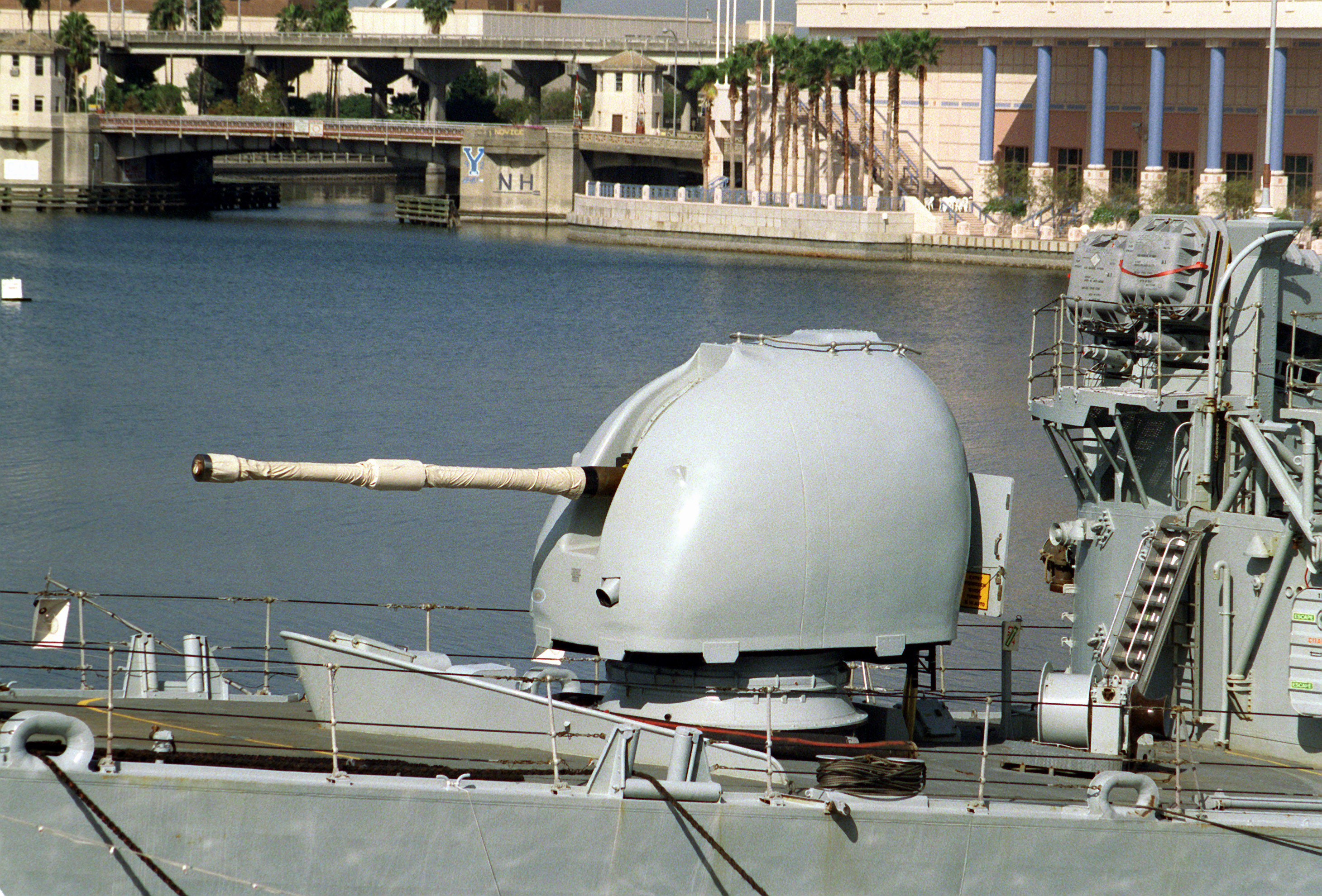
Il cannone navale Mk8 da 4,5" della HMS Avenger

Il progetto delle nuove fregate verteva su un'unità multiruolo di buone caratteristiche, anche se senza prestazioni di particolare rilievo. Avrebbero dovuto sostituire le 2 vecchie classi di navi Type 41 e Type 61, ormai obsolete, ma siccome i costruttori civili e militari non trovarono accordo sui criteri della progettazione, ne derivarono navi senza spazi di crescita per ospitare armamenti ed equipaggiamenti migliorati, sebbene fossero molto manovrabili, dato l'apparato su 2 assi e il ridotto rapporto lunghezza-larghezza.
Si trattava di navi tuttofare, capaci di combattere in prima linea e di eseguire azioni di scorta senza particolari problemi; navi robuste, con costruzione basata su un elevato bordo libero, sovrastrutture massicce parzialmente separate, con la plancia a prua e un grande e basso fumaiolo a poppa. In pratica erano pensate per le difficili condizioni di navigazione in pieno oceano. A prua erano presenti 2 alberi con i radar principali, e un altro albero era a poppa, davanti al fumaiolo, con antenne elettroniche varie.
L'apparato di propulsione verteva, per la prima volta nelle fregate inglesi, su un complesso di turbine a gas, in configurazione COGOG (COmbined, Gas Or Gas), 2 Olympus per l'andatura a massima velocità (max oltre 30 nodi) mentre per la crociera erano presenti 2 Tyne, con un massimo di 18 nodi, e che consentivano di ottimizzare il consumo di carburante. Esse non potevano essere azionate tutte insieme, ma solo con gruppi alternati (la terza ‘O' sta per ‘Or’).
Per quello che riguarda l'armamento le Type 21 disponevano costituito da un cannone a doppio scopo di nuova concezione, il Vickers Mk. 8 da 114/55 mm, con una cadenza di tiro abbastanza elevata e peso ridotto. Un radar Selenia RTN-10X Orion veniva usato per il controllo del tiro de cannone, cosa che è rimasta unica nella storia della Royal Navy inglese in quanto il radar era di provenienza italiana. Un altro RTN-10X Orion era posizionato a poppa, per controllare il tiro dei missili superficie-aria a corto raggio Shorts Sea Cat, dotati in questo caso di un sistema di tiro ognitempo. Quattro missili superficie-superficie Aérospatiale MM.38 Exocet erano posti a prua, dietro la torretta del cannone, racchiusi in contenitori-lanciatori singoli.
Erano disponibili anche due lanciasiluri tripli Plessey STWS-1, posti a mezzanave su ciascun lato, per siluri leggeri antisommergibili Honeywell Mk 46, poi sostituiti o integrati con altri modelli. A poppa vi era un hangar e un ponte di volo per un elicottero antisommergibile medio o leggero, come i Wessex, lo Scout oppure il più moderno Lynx, tutti di produzione Westland Aircraft.

## Navi

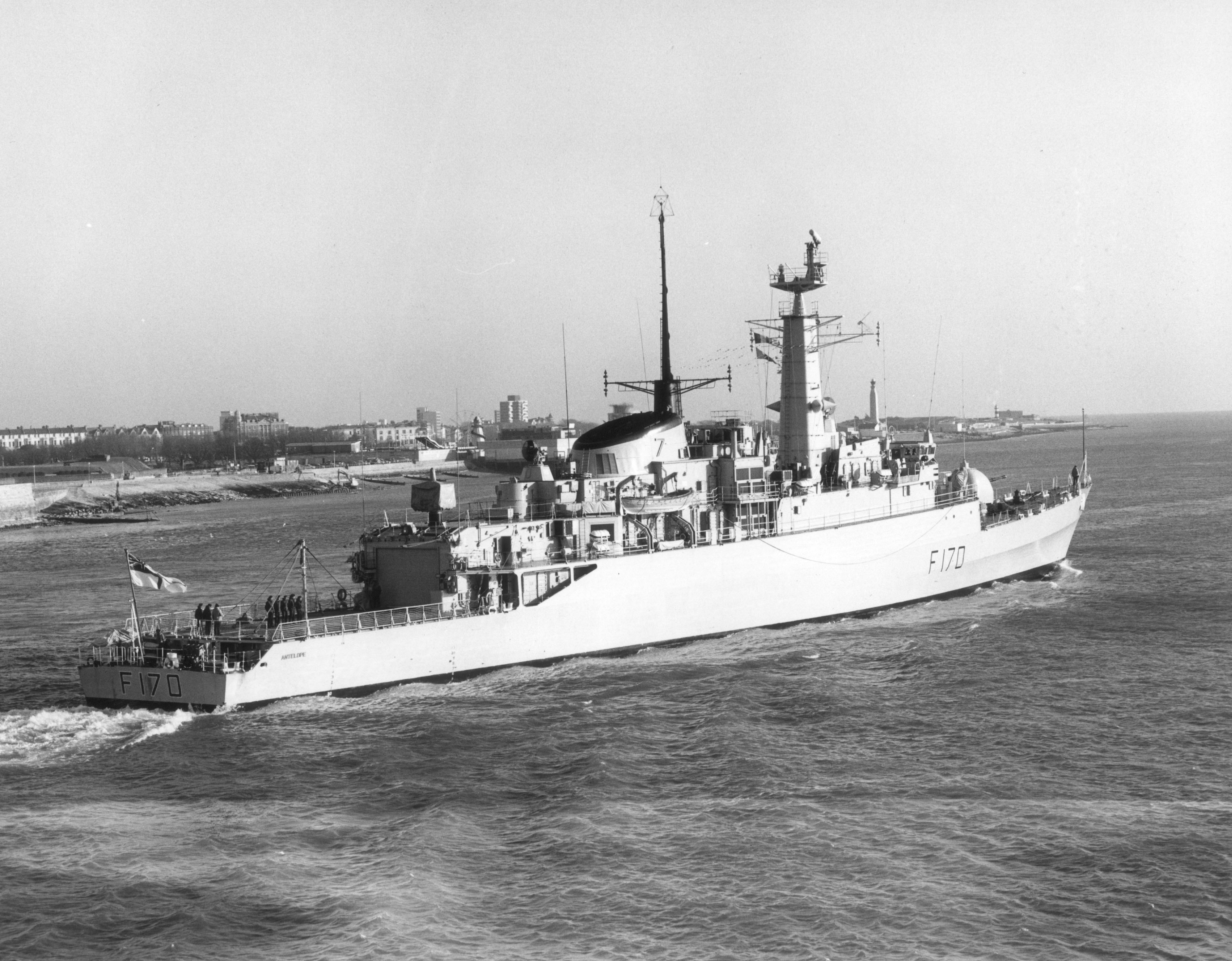
La HMS Antelope negli anni settanta

"Venne sottoscritto un contratto con la Vosper Thornycroft il 27 febbraio 1968 per la preparazione del progetto di una fregata da pattugliamento in piena collaborazione con la Yarrow Ltd." Queste vennero "progettate per rimpiazzare le fregate delle classi Leopard e Salisbury. Il costo iniziale doveva essere di 3,5 milioni di sterline ma la Amazon alla fine venne a costare £16.8 milioni."
| Pennant | Nome      | Costruttore dello scafo        | Ordinata         | Impostata         | Varata            | Accettata in servizio | Operativa        | Costi stimati di costruzione | Destino |
| ------- | --------- | ------------------------------ | ---------------- | ----------------- | ----------------- | --------------------- | ---------------- | ---------------------------- | --- |
| F169    | Amazon    | Vosper Thornycroft, Woolston   | 26 marzo 1969    | 6 novembre 1969   | 26 aprile 1971    | 19 luglio 1974        | 11 maggio 1974   | £16.8M                       | Al Pakistan come Babur |
| F170    | Antelope  | Vosper Thornycroft             | 11 maggio 1970   | 23 marzo 1971     | 16 marzo 1972     | 30 giugno 1975        | 16 luglio 1975   | £14.4M                       | Bombardata da A-4 Skyhawk argentini il 23 maggio 1982 ed affondata il giorno seguente nel San Carlos Water                               |
| F172    | Ambuscade | Yarrow Shipbuilders, Scotstoun | 11 novembre 1971 | 1º settembre 1971 | 18 gennaio 1973   | 23 agosto 1975        | 5 settembre 1975 | £16.5M                       | Al Pakistan come Tariq |
| F173    | Arrow     | YSL                            | 11 novembre 1971 | 28 settembre 1972 | 5 febbraio 1974   | 16 maggio 1975        | 29 luglio 1976   | £20.2M                       | Al Pakistan come Khaibar |
| F171    | Active    | Vosper Thornycroft             | 11 maggio 1970   | 21 luglio 1971    | 23 novembre 1972  | 2 giugno 1977         | 17 giugno 1977   | £24.1M                       | Al Pakistan come Shah Jahan |
| F174    | Alacrity  | YSL                            | 11 novembre 1971 | 5 marzo 1973      | 18 settembre 1974 | 2 aprile 1977         | 2 luglio 1977    | £23.8M                       | Al Pakistan come Badr |
| F184    | Ardent    | YSL                            | 11 novembre 1971 | 26 febbraio 1974  | 9 maggio 1975     | 10 settembre 1977     | 14 ottobre 1977  | £26.3M                       | Bombardata da A-4 Skyhawk argentini il 21 maggio 1982 nelle acque di San Carlos Water ed affondata il giorno seguente nel Grantham Sound |
| F185    | Avenger   | YSL                            | 11 novembre 1971 | 30 ottobre 1974   | 20 novembre 1975  | 15 aprile 1978        | 15 aprile 1978   | £27.7M                       | Al Pakistan come Tippu Sultan |

## Impiego

### Royal Navy

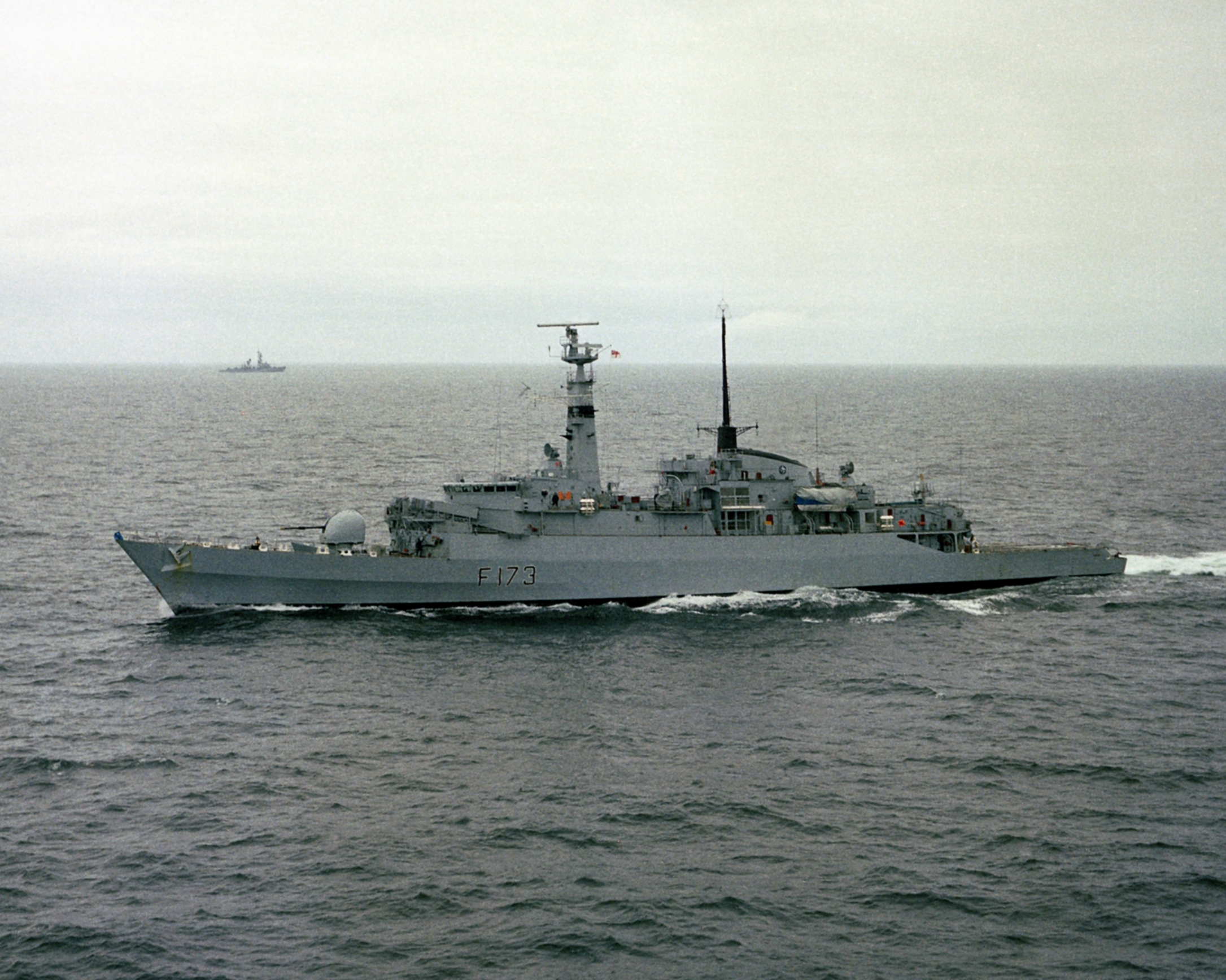
La HMS Arrow nel 1982 in navigazione

Le navi di questa classe hanno servito con compiti vari nella flotta inglese per circa 20 anni, partecipando alla Guerra Fredda come la terza classe di navi per ordine di importanza (dopo i Type 42 e le vecchie ma versatili Leander. Esse parteciparono a missioni di caccia ASW, ombreggiamento di unità sovietiche, esercitazioni.
La loro grande occasione fu però all'estremità opposta dell'Atlantico, con la Guerra delle Falkland, dove queste navi vennero inviate, in forza alla flotta inviata a riconquistare le isole perse per causa degli argentini. Le Type 21 erano navi prevalentemente ASW, sebbene non di eccelse qualità, e secondariamente capaci di eseguire compiti antinave e di superficie. Solo per terza veniva la lotta antiaerei, relegata alla sola autodifesa o poco oltre. Siccome gli argentini erano troppo inferiori per cercare lo scontro diretto con la RN, e non possedevano molti sottomarini, la loro azione principale venne data dall'uso di un'efficiente aviazione, che diede il meglio di sé proprio durante le missioni di attacco antinave. Le Type 21 parteciparono in 7 esemplari al conflitto, e tornarono in 5, condividendo con le Type 42 il primato delle perdite tra le unità inglesi.
La loro azione vide molte operazioni di rilievo, come i continui bombardamenti delle coste eseguiti durante la campagna, tra cui il supporto della Arrow alla battaglia di Goose Green, la più importante e sanguinosa della Guerra. Inizialmente il cannone si era inceppato, e la nave accumulò un ritardo pericolosissimo nel bombardare i vari bersagli programmati, ma poi riuscì a recuperare e a contribuire alla vittoria britannica, ottenuta con un'inferiorità di 2:1 sui difensori argentini, tra l'altro pesantemente armati e supportati dall'aviazione.

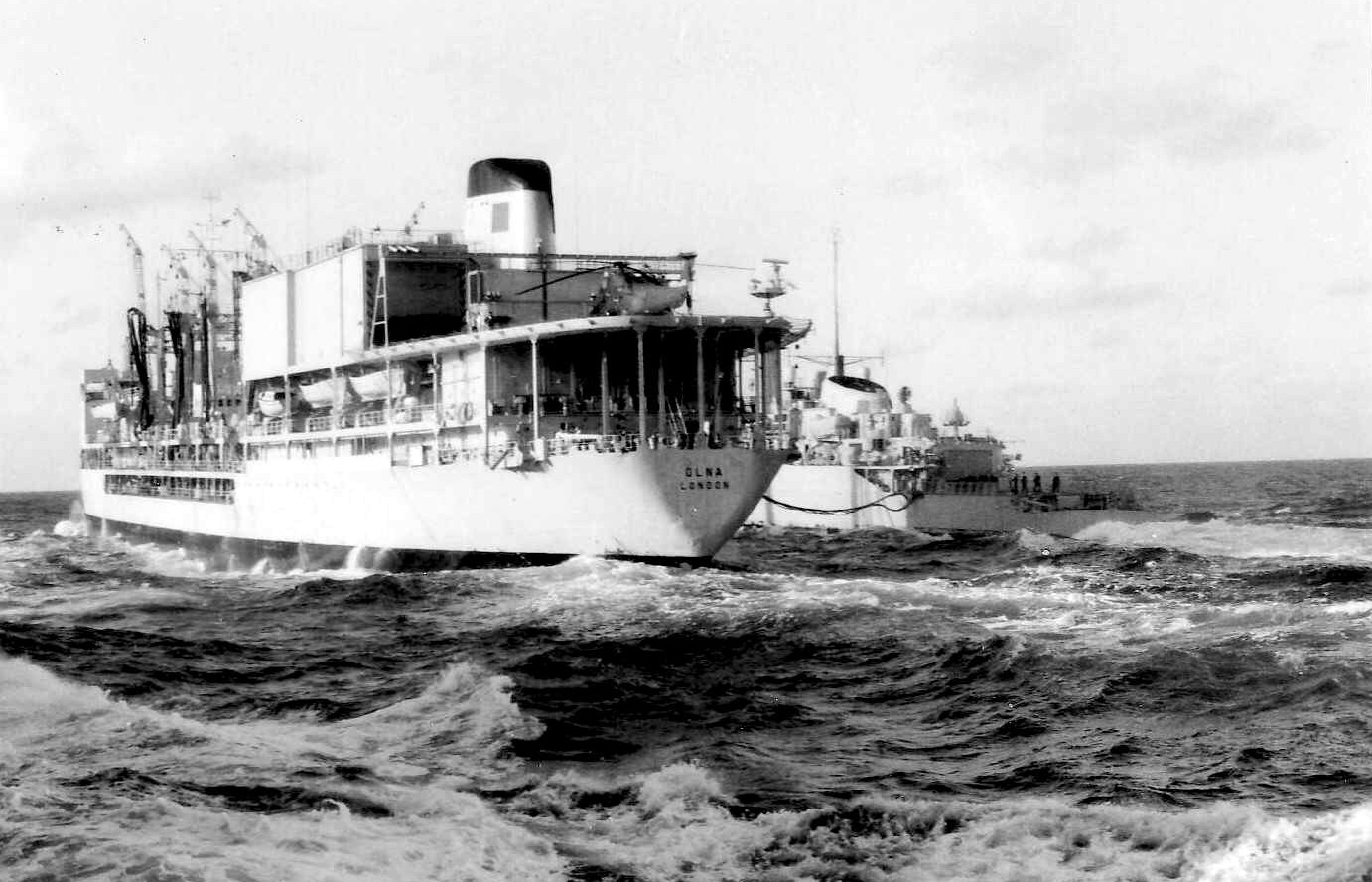
La fregata HMS Avenger si rifornisce dalla petroliera Olna in rotta verso le Isole Falkland come parte del gruppo Bristol, di rinforzo alla task force già impegnata contro gli argentini.

Il 10 maggio la Alacrity era impegnata nel pattugliare il canale tra le due isole principali, alla ricerca di campi minati, quando rilevò una nave sconosciuta, alla quale intimò di fermarsi. Era il trasporto Isla de los Estados, con 375.000 litri di carburante avio, munizioni e altri materiali. La fregata inglese lo inquadrò con proiettili illuminanti, poi sparò munizioni spolettate con la funzione di prossimità, per fermarla senza gravi danni, infine la colpì ripetutamente con proiettili a scoppio ritardato. La nave argentina non si era subito fermata, e divenne la prima nave affondata dalla RN nel dopoguerra, esplodendo in fiamme e scomparendo tra le onde.
Il 21 maggio, la flotta inglese eseguì lo sbarco, inaspettato, a San Carlos. Scoperta la flotta alla fine della giornata precedente, l'Aeronautica argentina non poté fare niente. Attaccò in forze il giorno dopo, perdendo tra i 10 e i 17 aerei, ma causando danni rilevanti, tra cui la distruzione della fregata Ardent, colpita da 2 bombe in un primo attacco, e poi, mentre cercava di manovrare per uscire dalla rada, con la poppa in fiamme e il Sea Cat distrutto, da altre 2. L'unità venne a quel punto devastata e il comandante, Alan West, ordinò di abbandonarla. I superstiti vennero presi a bordo dalla Yarmouth, che si era affiancata per prestare soccorso. La nave inglese affondò poco dopo piegata a dritta, con la poppa e l'hangar ancora in fiamme. Non andò comunque persa senza aver strenuamente tentato di difendersi, ma essa dimostrò anche quanto il suo armamento antiaereo, nonostante i radar di tiro moderni in suo possesso, non fosse sufficiente: pare che prima di venire colpita, sparò un totale di 180 colpi da 114mm (equivalenti a circa 7 minuti di fuoco continuato alla massima cadenza), centinaia di proiettili da 20mm e 5 Sea Cat, senza nessun successo, e senza salvarsi. Le perdite, 22 oltre a 30 feriti, erano state gravi ma non pesantissime vista la virtuale demolizione a suon di bombe della nave (molto spesso le perdite umani delle navi britanniche si sono dimostrate assai inferiori che in altre marine, e le Falklands non hanno fatto eccezione). Anche l'elicottero Lynx presente a bordo venne distrutto, uno dei tre moderni velivoli di questo tipo perduti, tutti a bordo di navi affondate.

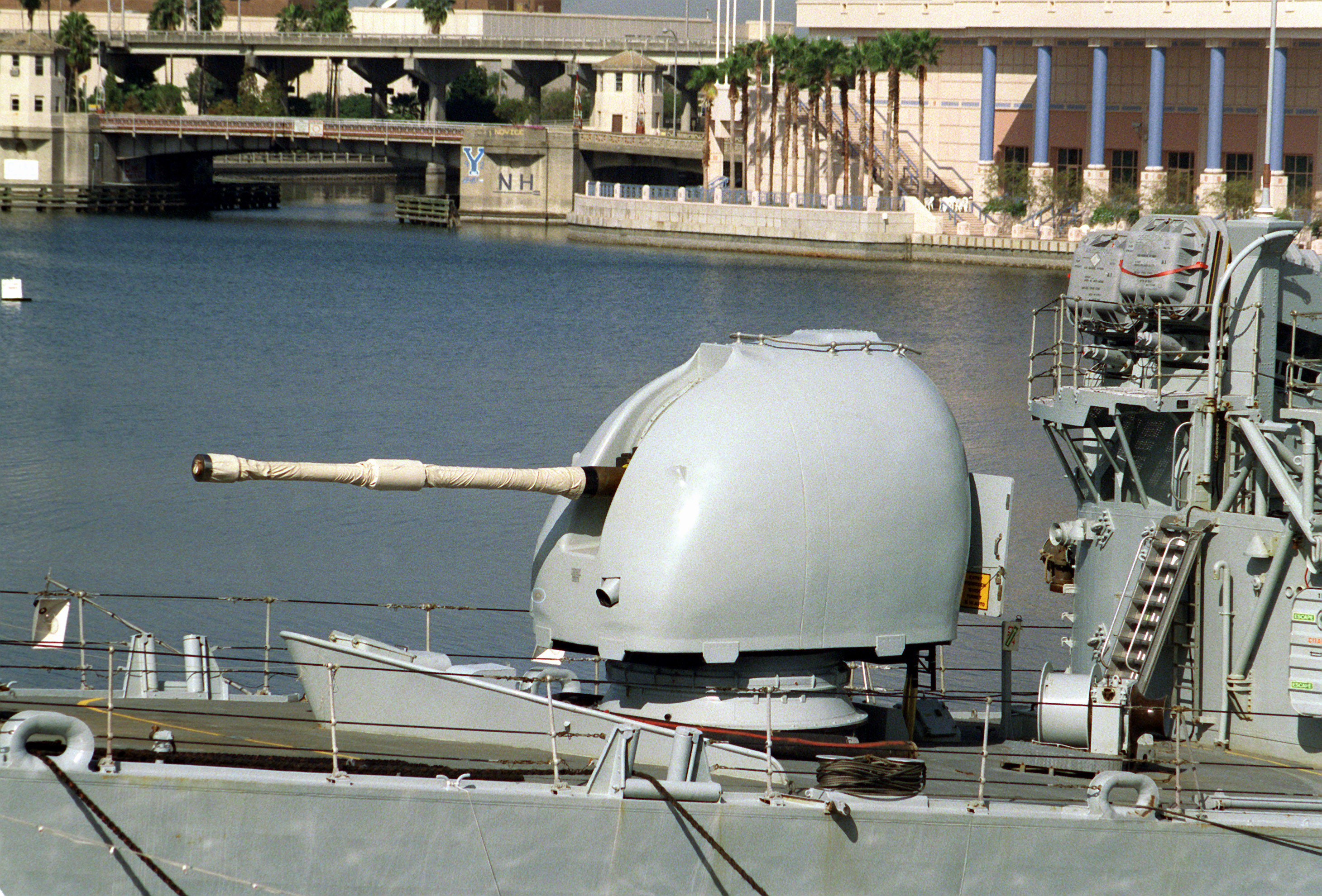
Il cannone da 114 mm della Avenger fotografato nel 1992.

Il 23 maggio, un episodio meno cruento accadde all'Antelope, colpita vicino alla baia di San Carlos da 2 bombe da 454 kg, le quali, come capitava spesso durante quegli attacchi, poiché lanciate ad una altezza inferiore al necessario non si armarono abbastanza in fretta da esplodere all'impatto con le strutture della nave. Ma il tentativo di disinnescarle, essendo rimaste a bordo, diventò una tragedia allorché una esplose, uccidendo un artificiere. La potenza dell'esplosione delle bombe da 454 kg, rispetto a quelle da 227, era molto maggiore, e si formò un cratere tra il livello di galleggiamento e il fumaiolo. Le fiamme che si svilupparono aggredirono con violenza la nave e fecero esplodere il deposito da 114mm, con immagini che fecero il giro del mondo, e a quel punto l'incendio, diventato ancora più violento, distrusse totalmente la nave il cui scafo cedette e si spezzò in 2, affondando il giorno dopo.
Tra le altre azioni, oltre a continui bombardamenti costieri, le navi ebbero anche modo di difendersi in mare aperto da attacchi argentini: il 30 maggio, durante l'ultimo attacco aero-missilistico argentino, la fregata Alacrity sparò con il cannone Mk 8, attribuendosi addirittura la distruzione di un missile AM.39 Exocet, l'ultimo dei temibili ordigni del genere in possesso dell'Argentina.
Alla fine del conflitto, si scoprì che lo scafo delle Type 21 aveva riportato serie lesioni strutturali, a causa della violenza delle onde dell'Atlantico meridionale e del lungo permanere in mare delle unità inglesi. Ma le lesioni subite dalle Type 21 diedero luogo a critiche, perché inaspettate e gravi, e addirittura si dubitò che convenisse riparare le fregate reduci dal conflitto. Alla fine, mentre quasi tutta la flotta inglese che aveva partecipato alla guerra venne venduta negli anni seguenti, le Type 21 vennero riparate e restarono in servizio, sebbene le loro capacità operative le relegavano sempre più in seconda linea. I loro siluri di bordo ebbero almeno in parte la sostituzione con i nuovi siluri ‘intelligenti’, gli Stingray della Marconi.

### Marina pakistana

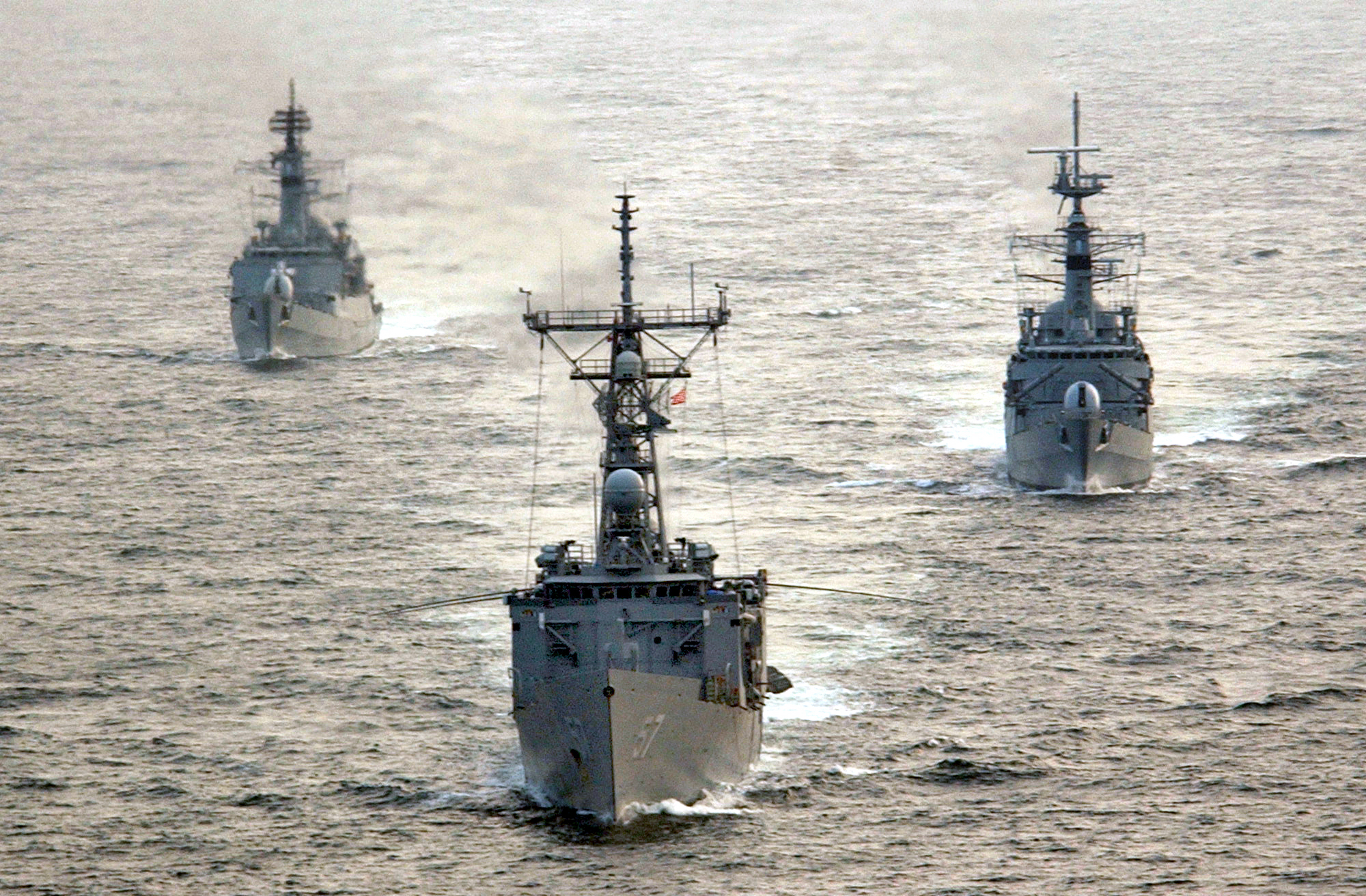
Le fregate pakistane Tippu Sultan e Shahjahan in formazione dietro la USS Reuben James durante una esercitazione congiunta

All'inizio degli anni '90 del XX secolo, con la fine della Guerra Fredda, la Royal Navy poste in riserva le 6 superstiti unità della classe Type 21, rinunciando ai previsti piani di ammodernamento, e di lì a poco, le navi furono vendute alla Pak Bahr'ya, la marina militare del Pakistan, insieme a sei elicotteri Westland Lynx HAS Mk.3. Qui hanno avuto una nuova vita, venendo ammodernate tra il 1994 e il 1998 con modifiche ai sistemi d'arma e alla dotazione elettronica, con l'installazione di nuovi radar e direzioni di tiro di provenienza olandese e cinese. Tre unità hanno ricevuto al posto dei 4 contenitori-lanciatori singoli per missili superficie-superficie MM-38 Exocet, 2 lanciamissili quadrupli per missili superficie McDonnell-Douglas RGM-84 Harpoon, mentre il sistema antiaereo Sea Cat è stato sostituito con un CIWS Vulcan Phalanx a sei canne rotanti calibro 20/76 mm. Le rimanenti tre unità hanno ricevuto un lanciatore a sei celle per missili superficie-aria LM-60N. Nel 2014 la fregata Badr è stata definitivamente ritirata dal servizio è destinata a fornire parti di ricambio alle superstiti unità. Esse sono a tutto il 2017 in servizio e compongono una forza importante della marina del pakistan, che si confronta con la potenziale rivale di sempre, la Marina Indiana.

### Annotazioni
1. ↑  Il sistema d'arma Sea Cat non era del tutto soddisfacente in termini di efficienza operativa, data la scarsa gittata e velocità dei missili, e il caricamento manuale del lanciatore.
2. ↑  I missili Exocet rappresentavano la prima concreta materializzazione dell'interesse britannico sul programma missilistico francese, con un primo ordine per 300 MM.38 Exocet emesso nei primi anni '70.
3. ↑  Il termine usato in Navy Estimates e Defence Estimates è "accepted into service". Hansard ha usato il termine  "acceptance date". Leo Marriott nei suoi vari libri usa il termine "completed", così come Jane's Fighting Ships. Questi termini significano tutti la stessa cosa: la data alla quale la Marina accetta la nave dal costruttore. Questa data è importante per la programmazione dei vari cicli di mantenimento, che vengono generalmente calcolati proprio dalla data di accettazione.
4. ↑  "Costo unitario, effettivamente escludendo il costo di alcune cose (come aerei, primo equipaggiamento)." - Testo da Defences Estimates
"They do not include other costs, such as those for Government Furnished Equipment (GFE)—as they are not held centrally for each ship and could be provided only at disproportionate cost." Bob Ainsworth, Minister of State for the Armed Forces, 16 luglio 2008.
5. ↑  Indicativamente tra il 1993-1994.
6. ↑  La Badr era una delle unità dotate di missili e radar di provenienza cinese.

### Fonti
1. ↑  Moore, John Jane's Fighting Ships, 1982-83, pub Jane's Publishing Co Ltd, 1982, ISBN 0-7106-0742-3 page 554.
2. ↑  HMS Ambuscade Facts and Figures, che erroneamente riporta il costo della Antelope come quello della Amazon. I riferimenti per i costi delle Type 21 sono in: Hansard: HC Deb 23 ottobre 1989 vol 158 cc357-8W 357W Archiviato il 4 luglio 2009 in Internet Archive. Question to the Secretary of State for Defence regarding warship costs, 23 ottobre 1989.
3. 1 2 3 4 5 6 7 8 9 10 11 12 13 14 15 16 17 18 19 20 21 22 23 24 25 26 27 28 29 30 31 32  Lippiett, John Modern Combat Ships 5, Type 21, pub Ian Allan, 1990, ISBN 0-7110-1903-7 page 16.
4. 1 2 3 4 5 6 7 8 9 10 11 12 13 14  Hansard: HC Deb 23 ottobre 1989 vol 158 cc357-8W 357W Archiviato il 4 luglio 2009 in Internet Archive. Domanda al Segretario di Stato alla Difesa relativamente ai costi delle navi da guerra , 23 ottobre 1989. Questa sezione è scorrettamente etichettata - è la prima parte della tabella che continua su  Hansard: HC Deb 23 ottobre 1989 vol 158 c360W  Archiviato il 4 luglio 2009 in Internet Archive..
5. ↑  
Hansard HC Deb 27 maggio 1982 vol 24 c397W Question to the Secretary of State for Defence as to the current replacement cost of an Antelope class of frigate, 27 maggio 1982.
Hansard: HC Deb 23 ottobre 1989 vol 158 cc357-8W 357W Archiviato il 4 luglio 2009 in Internet Archive. Question to the Secretary of State for Defence regarding warship costs, 23 ottobre 1989.
Moore, John Jane's Fighting Ships, 1982-83, pub Jane's Publishing Co Ltd, 1982, ISBN 0-7106-0742-3 page 554.
6. ↑  Hansard: HC Deb 23 ottobre 1989 vol 158 cc357-8W 357W Archiviato il 4 luglio 2009 in Internet Archive. Question to the Secretary of State for Defence regarding warship costs, 23 ottobre 1989 says £27.7 million.
Moore, John Jane's Fighting Ships, 1982-83, pub Jane's Publishing Co Ltd, 1982, ISBN 0-7106-0742-3 page 554 says £28.3 million.
7. ↑  One Hundred Days, ammiraglio Sandy Woodward, pp. 280, 281. ISBN 978-0-00-713467-0